# The Milk of Human Kindness
The Milk of Human Kindness (с англ. — «Молоко человеческой доброты») — третий студийный альбом канадского музыканта Карибу (настоящее имя Дэниел Виктор Снейт), изданный 18 апреля 2005 года лейблами The Leaf Label и Domino Recording Company. Это первый альбом Снейта, выпущенный под псевдонимом Карибу.
Хотя название является цитатой из пьесы Уильяма Шекспира «Макбет», Снейт сказал, что прочитал её с кузова молоковоза. Альбом получил признание критиков.

## Отзывы
| Совокупная оценка  | Совокупная оценка |
| Источник           | Оценка            |
| ------------------ | ----------------- |
| Metacritic         | 81/100            |
| Оценки критиков    |                   |
| Источник           | Оценка            |
| AllMusic           | [ 6 ]             |
| The Boston Phoenix | [ 7 ]             |
| Drowned in Sound   | 8/10              |
| Mojo               | [ 9 ]             |
| NME                | 8/10              |
| Pitchfork          | 8.5/10            |
| PopMatters         | 8/10              |
| Q                  | [ 12 ]            |
| Uncut              | [ 13 ]            |
| URB                | [ 14 ]            |

Альбом получил положительные отзывы музыкальной критики и интернет-изданий. В интернет-агрегаторе Metacritic, устанавливающем в среднем оценку до ста, основанную на профессиональных рецензиях, альбом получил 81 балл на основе полученных рецензий, что означает «получил в целом положительные отзывы от критиков». 

## Список композиций
Слова и музыка всех песен — Dan Snaith, кроме обозначенных.
| №                   | Название            | Автор(ы)                          | Длительность |
| ------------------- | ------------------- | --------------------------------- | ------------ |
| 1.                  | «Yeti»              |                                   | 5:01         |
| 2.                  | «Subotnick»         | Snaith Bert Keyes Sylvia Robinson | 1:05         |
| 3.                  | «A Final Warning»   |                                   | 7:15         |
| 4.                  | «Lord Leopard»      |                                   | 1:37         |
| 5.                  | «Bees»              |                                   | 5:23         |
| 6.                  | «Hands First»       |                                   | 0:29         |
| 7.                  | «Hello Hammerheads» |                                   | 2:42         |
| 8.                  | «Brahminy Kite»     |                                   | 5:22         |
| 9.                  | «Drumheller»        |                                   | 1:33         |
| 10.                 | «Pelican Narrows»   |                                   | 3:50         |
| 11.                 | «Barnowl»           |                                   | 5:50         |
| Общая длительность: | Общая длительность: | Общая длительность:               | 40:07        |

## Чарты
| Чарт (2005)                                  | Высшая позиция |
| -------------------------------------------- | -------------- |
| Великобритания (UK Independent Albums Chart) | 29             |